# Renmin-Universität China

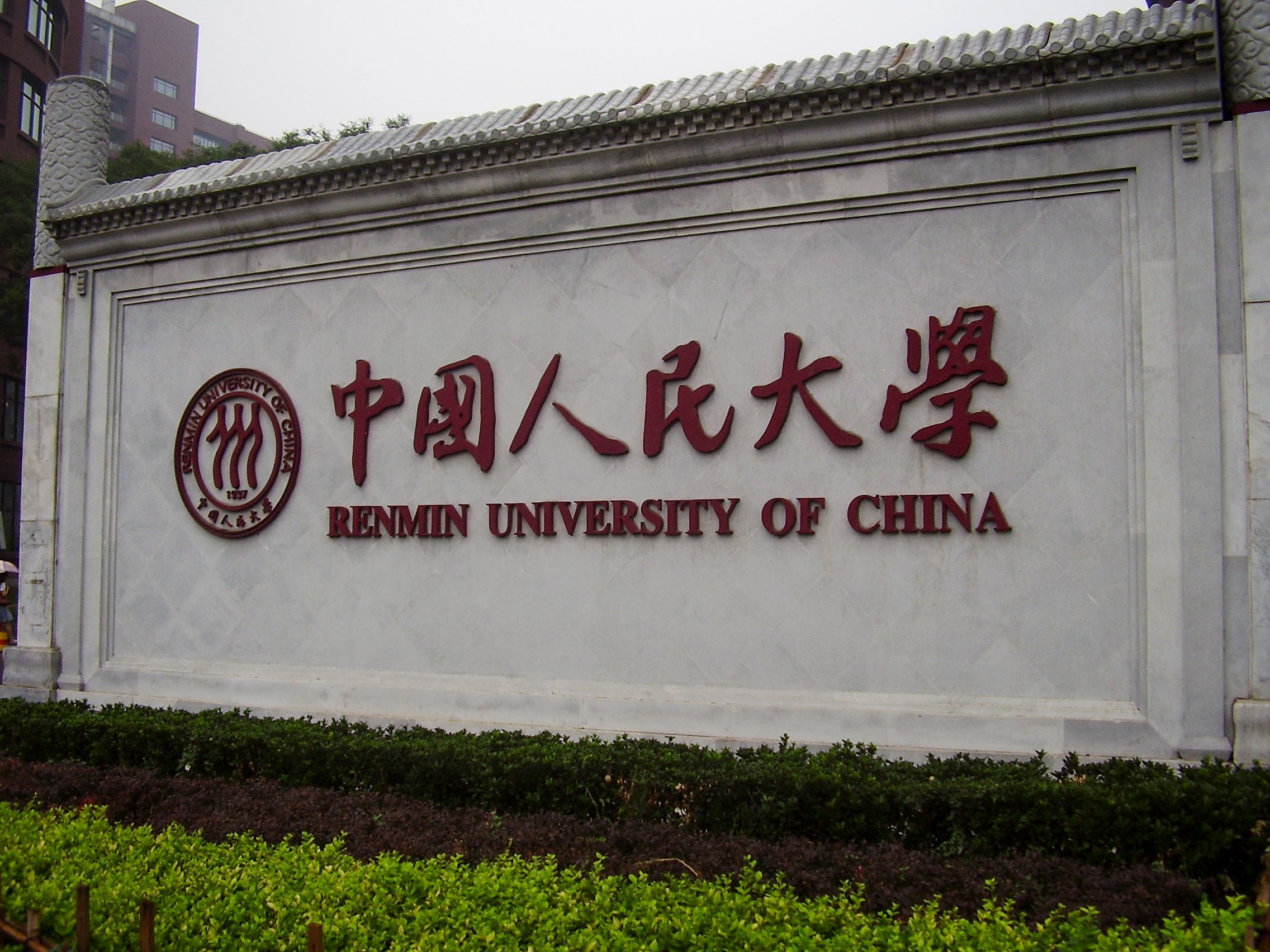
Eingang der Universität

Die Renmin-Universität (中国人民大学, pinyin Zhōngguó Rénmín Dàxué deutsch auch: Universität des Chinesischen Volkes, Renmin-Universität) ist eine Universität in Peking.

## Geschichte
Die Renmin-Universität geht auf die Öffentliche Hochschule Shanbei (陕北公学) zurück, die 1937 während des Sino-Japanischen Krieges gegründet wurde. Aus der Schule wurde 1947 die Nordchina-Universität in Yan’an, deren Ausrichtung und Lehrkörper dann zwei Jahre später die Grundlage für die Gründung der Renmin-Universität bildete. Ebenso wurden weitere, den Kommunisten nahestehende Bildungsinstitutionen, in die neue Universität integriert.
Die Gründung der Renmin-Universität geht auch auf eine Initiative von Liu Shaoqi zurück, der 1949 nach Moskau reiste und u. a. vorschlug, dass die Sowjetunion eine Institution ähnlich der Chinesischen Arbeiteruniversität der 1920er Jahre gründen solle, um chinesische Kader auszubilden. Stalin lehnte es ab, eine solche Universität in der Sowjetunion selbst zu gründen, stimmte jedoch zu, sowjetisches Lehrpersonal nach China zu entsenden, um dort eine solche Hochschule zu gründen. Liu hatte vorgeschlagen, dass die Sowjets zweihundert Spezialisten entsenden; letztendlich wurden rund fünfzig geschickt. Im Oktober 1950 wurde die Renmin-Universität China formell gegründet, und Liu Shaoqi rief sie dazu auf, bei der Übernahme und Anpassung der sowjetischen Erfahrungen an die Bedingungen in China die führende Rolle zu übernehmen. Die Gruppe sowjetischer Spezialisten, die ab Sommer 1950 an die Universität entsendet wurden, war die größte Gruppe sowjetischer Spezialisten an einer chinesischen Bildungsinstitution in den 1950er Jahren. Bereits 1950 unterrichteten 49 Sowjetbürger an Hochschulen in Beijing, 37 davon an der Renmin-Universität China. Von 1949 bis 1959 lehrten insgesamt rund siebzig bis achtzig sowjetische Spezialisten an der Renmin-Universität. Ab Sommer 1953 sank diese Zahl langsam, bis im Jahr 1956/1957 nur mehr sieben übrig blieben. Danach gab es keine sowjetischen Spezialisten mehr an der Renmin-Universität.
Durch ihren sozialwissenschaftlichen Schwerpunkt nahm die Renmin-Universität in der folgenden Entwicklung des Bildungssystems Chinas eine besonders wichtige Rolle ein und gehörte zu den ersten nationalen Universitäten des Landes. Während der Jahre 1973 bis 1978 fand an der Universität aufgrund der Kulturrevolution keine Lehrtätigkeit statt. Nach Wiedereröffnung der Hochschulen konnte die Renmin-Universität wieder ihre Position als wichtigste Lehrstätte für Sozial- und Politikwissenschaften einnehmen.

## Fakultäten
Die Renmin-Universität China hat folgende Fakultäten:
- The School of Agricultural Economics & Rural Development
- The School of Business
- The School of Continuing Education
- The School of Economics
- The School of Environment & Natural Resources
- The School of Finance
- The School of Foreign Languages
- The School of History
- The School of Information
- The School of Information Resource Management
- The School of International Studies
- The School of Journalism
- The School of Labor and Human Resources
- The School of Law
- The School of Literary Studies
- The School of Marxism Studies
- The School of Teaching Chinese as Foreign Language
- The School of Philosophy
- The School of Public Administration
- The School of Statistics
- The School of Sociology & Population Studies
- The School of Arts
- The Institute of Qing History
- Department of Physics
- Department of Chemistry
- School of Education and Training

## Persönlichkeiten und Alumni
- Ding Zilin (* 1936), ehemalige Professorin für Philosophie und Gründerin der Tiam'amnen-Mütter
- Liu He (* 1952), Vizeministerpräsident der VR China

## Campus
Der Campus der Renmin-Universität China liegt im Bezirk Haidian, wo auch zahlreiche weitere Universitäten Pekings angesiedelt sind.